# Provincia de Oriente (Cundinamarca)
La Provincia de Oriente es una de las 15 provincias del departamento de Cundinamarca (Colombia). Su capital es el municipio de Cáqueza.

## Contexto geográfico
Situado en el valle del río Negro en la cual sirve de frontera en la mayoría de los municipios de esta provincia que son afluentes del río Guayuriba (pertenecientes a la cuenca del río Meta en el departamento homónimo), siendo de un clima agradable. En sus extremos limítrofes se suele caracterizar por ecosistemas de páramo en Chingaza y Sumapaz.

## Organización territorial
La Provincia de Oriente está integrada por diez municipios: 
1. Cáqueza, Capital de la Provincia.
2. Une
3. Chipaque
4. Ubaque
5. Choachí
6. Fómeque
7. Fosca
8. Gutiérrez
9. Quetame
10. Guayabetal.[2]

## Galería fotográfica

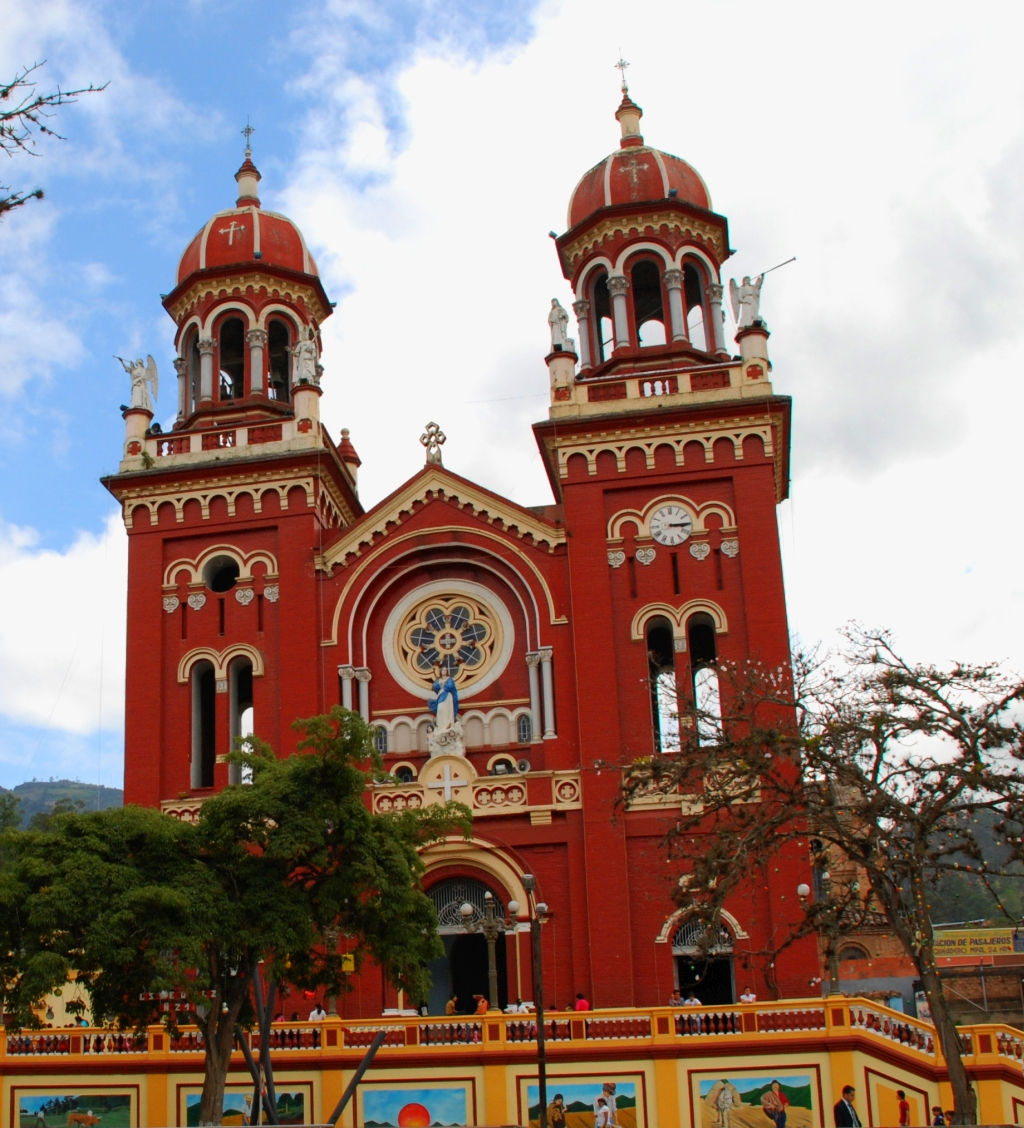
Iglesia parroquial de Cáqueza.
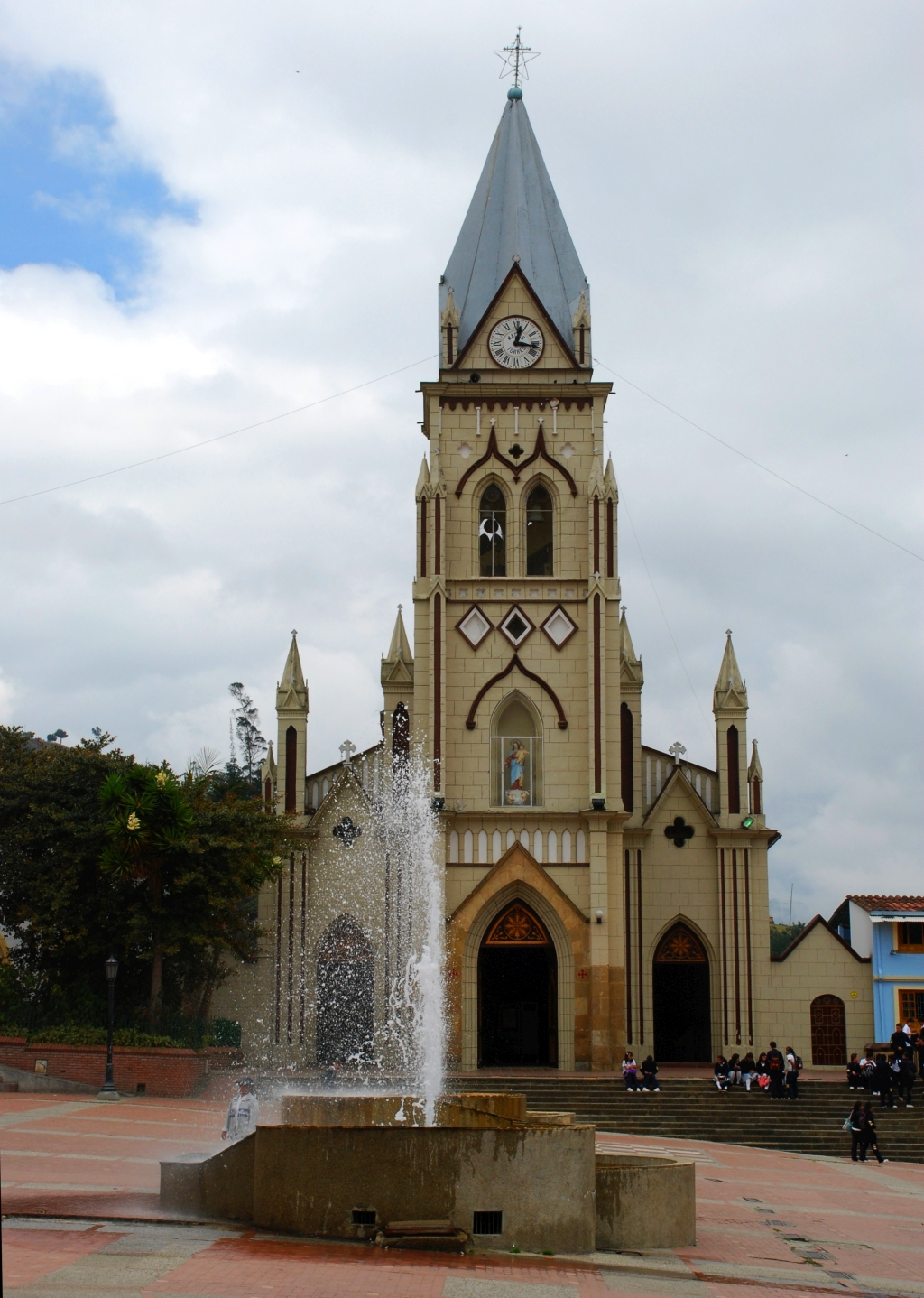
Iglesia parroquial de Chipaque.
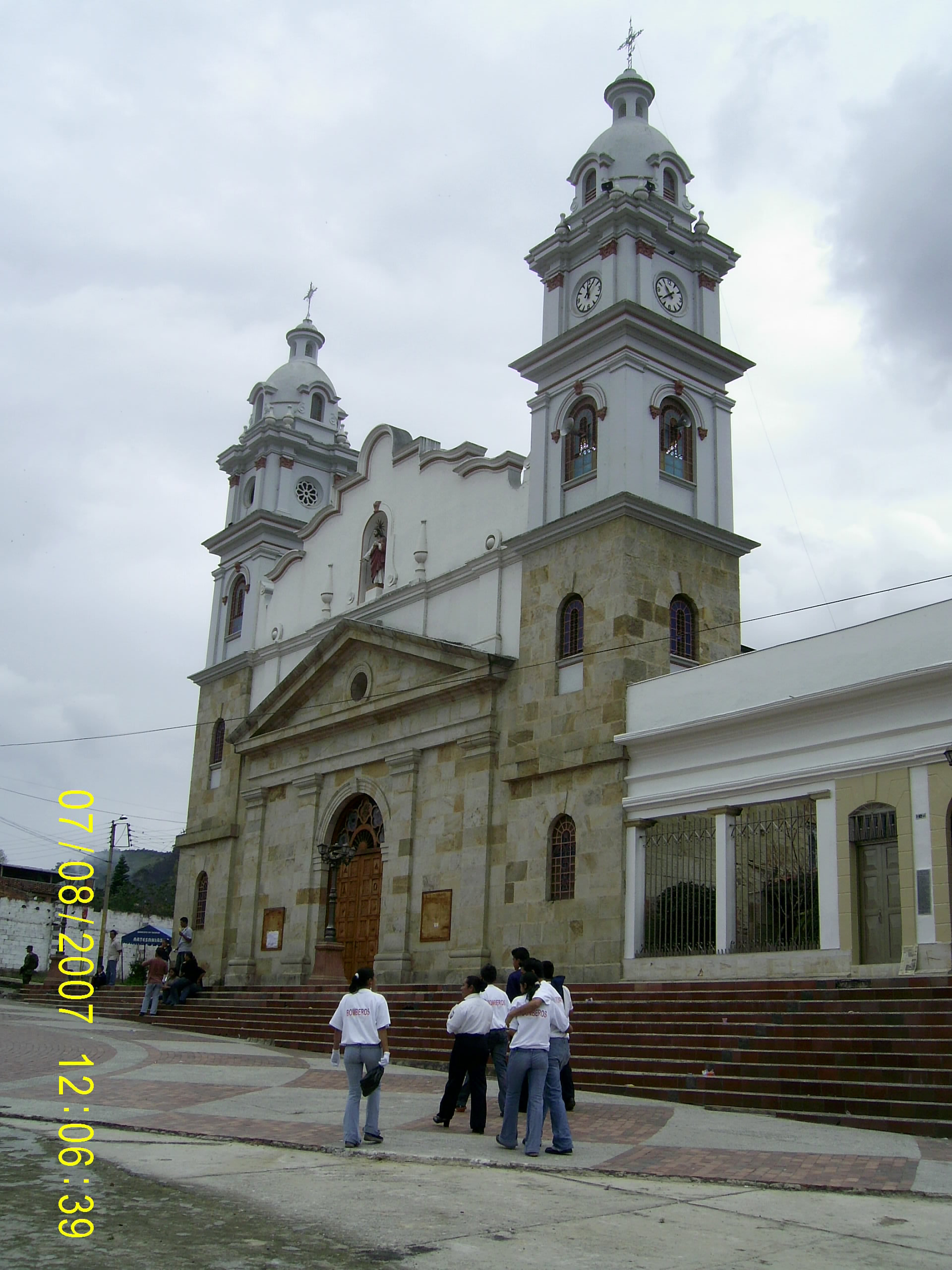
Iglesia parroquial de Choachí.
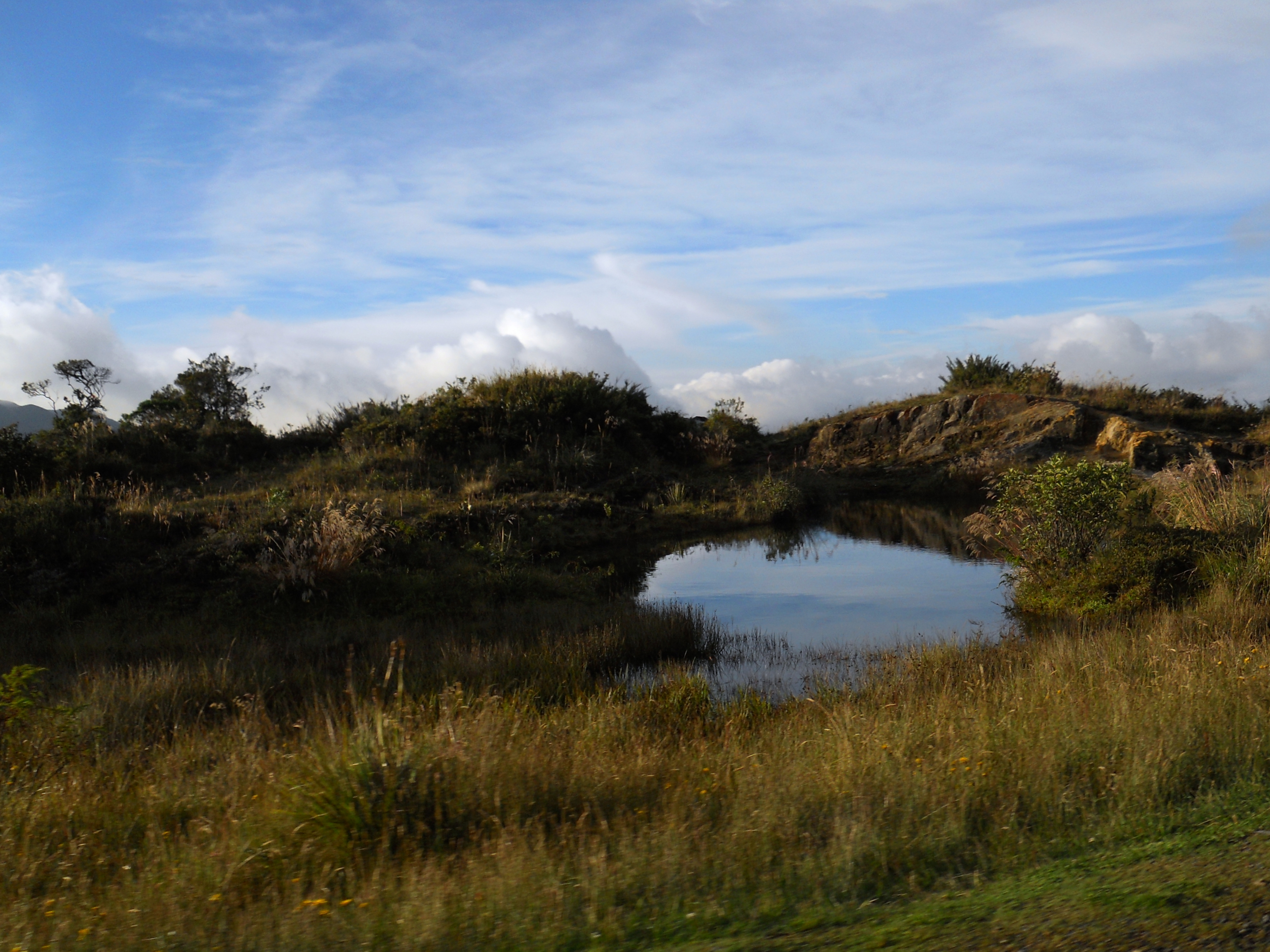
Páramo de Cruz Verde en Choachí.